# 火正德
火正德（1953年1月—），上海人，中华人民共和国政治人物、外交官。
2006年，接替刘玉坤担任中华人民共和国驻几内亚大使。2010年，由赵立兴接任，其改任中华人民共和国驻突尼斯大使。2013年卸任。